# Tulane Green Wave

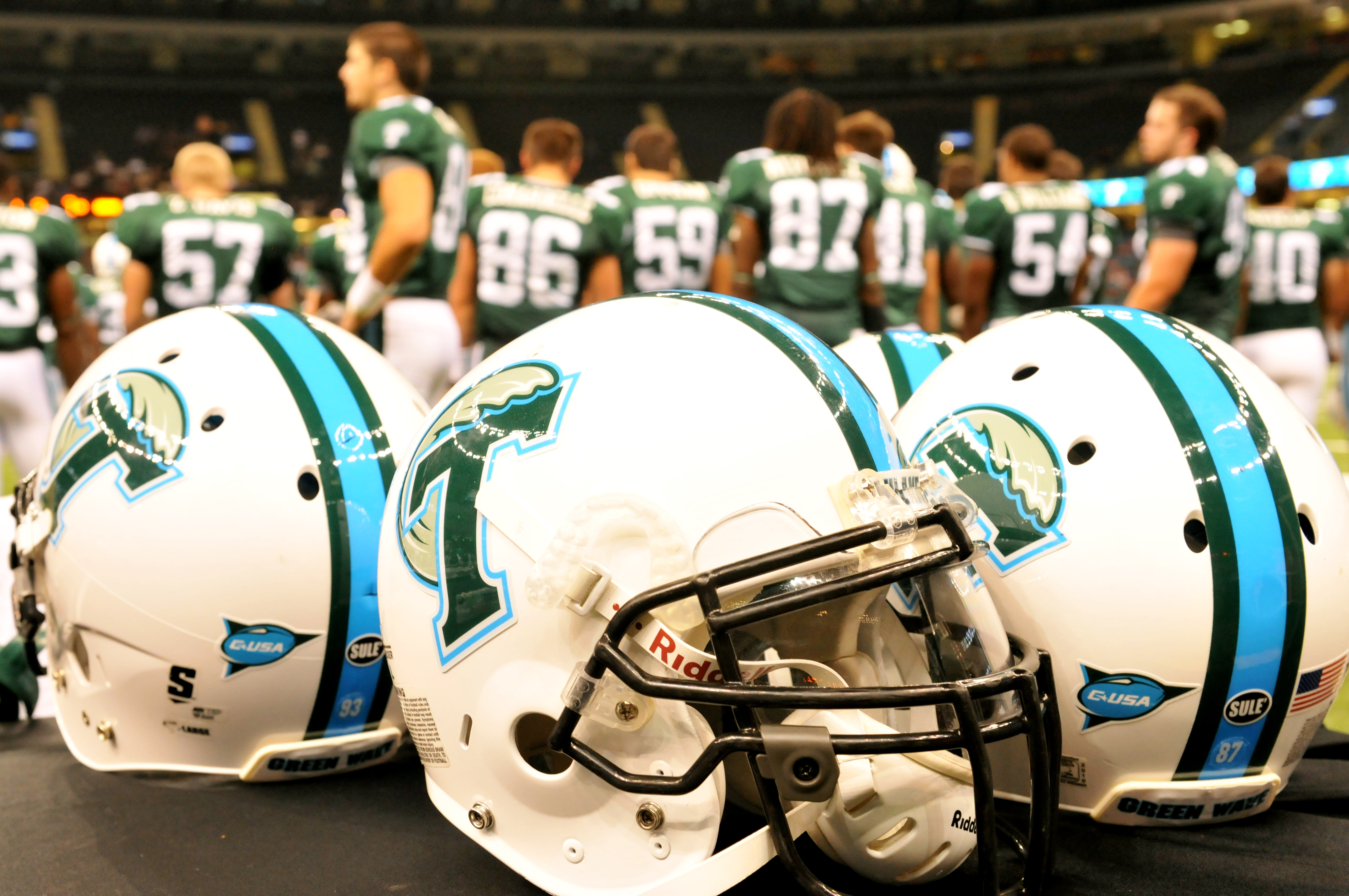
Cascos de l'equip de futbol americà.

Tulane Green Wave (català: Ona verda de Tulane) és el nom dels equips esportius de la Universitat Tulane, situada a Nova Orleans, Louisiana. Els equips de la Green Wave participen en les competicions universitàries organitzades per la NCAA, i forman part de la American Athletic Conference.
A causa de l'Huracà Katrina, en 2005, els diferents equips esportius van haver de disputar les seves competicions en altres universitats de Texas i Louisiana.

## Equips
Tenen 6 equips masculins i 9 femenins:
| - Masculí - Bàsquet - Cross - Tennis - Atletisme - Beisbol - Futbol americà | - Femení - Bàsquet - Cross - Tennis - Atletisme - Natació - Voleibol - Voleibol de platja - Golf - Bitlles |

## Campionats de liga

### Masculí
- Beisbol (5): 1948 • 1997 • 1998 • 2001 • 2005

Torneig(8): 1979 • 1982 • 1992 • 1996 • 1998 • 1999 • 2001 • 2005
- Bàsquet (2): 1944 • 1992
- Cross (1): 2001[3]
- Futbol americà (9): 1920 • 1925 • 1929 • 1930 • 1931 • 1934 • 1939 • 1949 • 1998
- Tennis (5): 1997 • 2001 • 2003 • 2004 • 2005[4]

### Femení
- Bàsquet (4): 1997 • 1999 • 2007 • 2010

Torneig (5): 1997 • 1999 • 2000 • 2001 • 2010
- Golf (6): 2004 • 2005 • 2009 • 2010 • 2013[6] • 2014[7]
- Natació/Salts (1): 2005[8]
- Tennis (4): 2001 • 2003 • 2004 • 2005[9]
- Voleibol (1): 2008

Torneig (1): 2008

## Campionats nacionals
Tulane té 1 campionat NCAA nacional d'equip i 14 campionats NCAA nacionals individuals.

### Selecció masculina
- Tennis (1): 1959

### Individual masculí
- Tennis indiviual (8): 1930 • 1932 • 1936 • 1937 • 1949 • 1953 • 1954 • 1955[12]
- Tennis parella (2): 1957 • 1959[13]
- Golf (3): 1925 • 1926 • 1939[14]
- Boxa (1): 1932[15]